# The Sin and the Sentence
The Sin and the Sentence - восьмий студійний альбом американського хеві-метал гурту Trivium. Реліз відбувся 20 жовтня 2017 року на лейблі Roadrunner Records і був спродюсований Джошем Вілбуром. Альбом став першим, в якому взяв участь п'ятий барабанщик гурту Алекс Бент (раніше - учасник Battlecross, а нині - Brain Drill і Dragonlord), який замінив барабанщика Пола Вандтке. З виходом заголовного треку альбому, цей альбом також ознаменував повернення екстрим-вокалу фронтмена Метта Гіфі з альбому 2013 року Vengeance Falls, який був повністю відсутній на попередньому альбомі гурту Silence in the Snow через травму, яка призвела до того, що Гіфі зірвав свій голос.
Після виходу альбом отримав схвальні відгуки критиків, а пісня "Betrayer" була номінована на 61-шу щорічну церемонію вручення премії "Греммі" у 2019 році в категорії "Найкраще виконання в стилі метал".

## Передісторія і розвиток
Після виходу альбому Silence in the Snow, тодішній барабанщик Мет Мадіро покинув гурт. Місце Мадіро в Trivium зайняв відомий гастролюючий барабанщик Пол Вандтке. У січні 2017 року почали циркулювати чутки, які припускали, що Вандтке покине гурт і його замінить Алекс Бент. Через деякий час обидві сторони підтвердили відхід Вандтке з гурту, а також приєднання до них Бента.
Наприкінці липня 2017 року гурт почав випускати тизери в Інтернеті із загадковими зображеннями, ліричними уривками та відеокліпами, що супроводжувалися римською цифрою "VIII.I". Пізніше було підтверджено, що це означає 1 серпня, дату виходу нового синглу "The Sin and the Sentence", з піснею та супровідним музичним відео за участю Бента на барабанах.  Друга серія онлайн-тизерів гурту з'явилася лише через кілька тижнів після цього, використовуючи подібні загадкові відеокліпи з супроводжуючими ліричними уривками. Це призвело до випуску другого синглу під назвою "The Heart from Your Hate". Прем'єра пісні відбулася 23 серпня ексклюзивно на Octane. Наступного дня гурт випустив пісню і музичний кліп по всьому світу, а також трек-лист і дату виходу свого восьмого альбому під назвою The Sin and the Sentence, на якому будуть представлені обидва сингли.
Пісня "The Wretchedness Inside" взята з демо-запису, який Гіфі написав для іншого гурту у 2014 році. Пісня так і не була використана, тому замість неї гурт перезаписав пісню, яка з'явилася на The Sin and the Sentence.
В інтерв'ю hardDrive Гіфі заявив, що робочою назвою альбому була "The Revanchist" і що альбом буде оформлений у золотих і неонових кольорах, проте ці плани змінилися після того, як дружина Гіфі, Ешлі, представила групі символи для кожної пісні, що супроводжує альбом. Тоді гурт вирішив натомість використовувати цю обкладинку.

## Склад
InB інтерв'ю басист Паоло Ґреґолетто заявив, що новий матеріал більш "екстремальний" і що на новому альбомі група повернеться до використання екстрим-вокалу. Говорячи про альбом на сесії питань і відповідей Bandit Rock, Паоло Греголетто сказав, що альбом є "ідеальною кульмінацією того, що ми робили протягом багатьох років", зазначивши, що гурт знайшов спосіб збалансувати свою важку сторону з мелодійною стороною. На The Sin and the Sentence використовуються 7-струнні гітари, а сам альбом відносять до треш-металу, геві-металу і проґресив-металу відсилаючись до звучання Ascendancy, Shogun, Silence in the Snow і In Waves. Паоло також говорить, що цей альбом гурт записав не тільки для себе, як для шанувальників металу, але і для відданих фанатів, які слідують за групою протягом багатьох років.

## Оцінка критиків
The Sin and the Sentence отримав схвальні відгуки критиків.
Metal Hammer нагородив альбом чотирма зірками з п'яти можливих, зазначивши, що він є "першим, який об'єднав усі попередні релізи в "найкраще від Trivium"" і похвалив гурт, який "вирішив увібрати в себе все своє минуле і зробити його кращим, показавши раз і назавжди, хто вони є і що таке Trivium: просто одна з кращих груп сучасного металу."
Loudwire дав позитивний відгук, відзначивши різноманітність альбому, в якому присутні як важкі, агресивні пісні, так і амбітні композиції, а також більш мелодійні треки, зробивши висновок, що "їх творчість і музикальність настільки сильні, наскільки вони коли-небудь були, а The Sin and the Sentence забезпечує якісне прослуховування від початку до кінця"
Decibel також написав редакційну статтю, в якій порекомендував читачам "дати шанс новому альбому Trivium", незважаючи на те, що стиль металу гурту може не збігатися з уподобаннями багатьох їхніх читачів, і виділив пісню "Betrayer", написавши: "Героїчні гітарні гармонії! Кричущий вокал! Чистий спів, приспіви, які залишаються в голові годинами! Це те, що я шукаю в піснях Trivium."
AllMusic написав позитивну рецензію, зазначивши, що "група ще ніколи не звучала більш впевнено, представивши позитивно смертоносний сет із 11 пісень, який досягає ідеального балансу між божевіллям і ретельною обробкою". Вони також додали, що "приєднання Бента, вмілого ударника у стилі "молота богів", і новоспеченого вокаліста Метта Гіфі, схоже, додало групі заряду", і що "рифи стали більш злісними і жорсткими, а самі пісні - особливо сингл The Heart from Your Hate і горючий заголовний трек The Sin and the Sentence - відчуваються як живі і вісцеральні, з яскравими моментами, які досягаються через змієподібний, бандитський вокал Beyond Oblivion і горластий хіт Thrown Into the Fire"

## Перелік пісень
Автор музики і слів Trivium. 
| #     | Назва                                                                                  | Тривалість |
| ----- | -------------------------------------------------------------------------------------- | ---------- |
| 1.    | «The Sin and the Sentence»                                                             | 6:23       |
| 2.    | «Beyond Oblivion»                                                                      | 5:17       |
| 3.    | «Other Worlds»                                                                         | 4:50       |
| 4.    | «The Heart from Your Hate»                                                             | 4:04       |
| 5.    | «Betrayer»                                                                             | 5:27       |
| 6.    | «The Wretchedness Inside»                                                              | 5:32       |
| 7.    | «Endless Night»                                                                        | 3:38       |
| 8.    | «Sever the Hand»                                                                       | 5:26       |
| 9.    | «Beauty in the Sorrow»                                                                 | 4:31       |
| 10.   | «The Revanchist»                                                                       | 7:17       |
| 11.   | «Thrown Into the Fire (Bonus Track)»                                                   | 5:29       |
| 12.   | «Pillars of Serpents (Перезаписаний трек з першого альбому "Ember to Inferno" (2003))» | 5:04       |
| 13.   | «I Don't Wanna Be Me (Type O Negative Cover)»                                          | 3:48       |
| 14.   | «Drowning In The Sound (Bonus Track)»                                                  | 3:43       |
| 15.   | «Kill The Poor (Dead Kennedys Cover)»                                                  | 3:16       |
| 73:45 |                                                                                        |            |

## Склад гурту
Титри адаптовані з обкладинки альбому.
Trivium
- Метт Гіфі - вокал, гітари
- Корі Больє - гітари, екстрим-бек-вокал
- Паоло Ґреґолетто - бас-гітара, чистий бек-вокал
- Алекс Бент - ударні, перкусія

Додаткові музиканти
- Too Late the Hero - гуртовий вокал (10 трек)
- Джош Вілбур, Джон Пол Дуглас, Томас Олівейра, Майк Міллер, Джош Брукс, Херардо Карреро, Джонатан Карріон, Кевін Мартінковскі, Даніель Родрігес, Брендон Діаз, Елайджа Рохас – гуртовий вокал

Виробництво
- Джош Вілбур - продюсер, інжиніринг, міксування, мастеринг
- Нік Роу - інжиніринг
- Кевін Біллінгслі - інжиніринг (трек 10)
- Ешлі Гіфі - обкладинка, макет, дизайн
- Джон Пол Дуглас - художнє оформлення, фотографія

## Чарти
| Чарти (2017)                                       | Найвища позиція |
| -------------------------------------------------- | --------------- |
| Австралія Australian Albums (ARIA)                 | 4               |
| Австрія Austrian Albums (Ö3 Austria)               | 10              |
| Бельгія Belgian Albums (Ultratop Flanders)         | 34              |
| Бельгія Belgian Albums (Ultratop Wallonia)         | 41              |
| Канада Canadian Albums (Billboard)                 | 11              |
| Фінляндія Finnish Albums (Suomen virallinen lista) | 9               |
| Франція French Albums (SNEP)                       | 71              |
| Німеччина German Albums (Offizielle Top 100)       | 12              |
| Угорщина Hungarian Albums (MAHASZ)                 | 28              |
| Ірландія Irish Albums (IRMA)                       | 35              |
| Italian Albums (FIMI)                              | 84              |
| New Zealand Albums (RMNZ)                          | 33              |
| Португалія Portuguese Albums (AFP)                 | 32              |
| Шотландія Scottish Albums (OCC)                    | 12              |
| Spanish Albums (PROMUSICAE)                        | 43              |
| Швейцарія Swiss Albums (Schweizer Hitparade)       | 21              |
| Велика Британія UK Albums (OCC)                    | 18              |
| Велика Британія UK Rock & Metal Albums (OCC)       | 1               |
| США Billboard 200                                  | 23              |
| США Top Hard Rock Albums (Billboard)               | 1               |
| США Top Rock Albums (Billboard)                    | 3               |